# Estância das Pedras Brancas
A Estância das Pedras Brancas  é uma estância que faz parte da história do Rio Grande do Sul e, especialmente, da cidade de Guaíba.
Seu primeiro proprietário foi Antônio Ferreira Leitão. A sede foi erguida em fins do século XVIII, e a partir daquela época deu-se o início do processo de colonização da região, antes habitada por índios pertencentes ao grupo tupi-guarani. No início do século XIX, José Gomes de Vasconcelos Jardim, primo de Bento Gonçalves, e que havia casado com Isabel Leonor Ferreira, filha de Ferreira Leitão, tornou-se o novo proprietário do local.

## A casa de Gomes Jardim
Na sede da estância, localizada onde é hoje o centro da cidade de Guaíba, Gomes Jardim, Bento Gonçalves, Onofre Pires e outros líderes da Revolução Farroupilha planejaram a tomada de Porto Alegre. Segundo a tradição oral, à frente da casa, à sombra do Cipreste Farroupilha - monumento natural presente no hino, no brasão e na bandeira de Guaíba - eles reuniram-se a fim de traçar as estratégias para a invasão de Porto Alegre em 1835.
Após ser moradia de Gomes Jardim, o imóvel serviu para o funcionamento de uma escola e, depois, para comércio de secos e molhados. A região, até 1926, formava o 9.º Distrito de Porto Alegre, com o nome de Pedras Brancas. Em 14 de outubro de 1926 ocorreu a emancipação, e Pedras Brancas passou a chamar-se Guaíba. Na década de 1930, a antiga sede passou a pertencer à família Leão.
Durante o século XX, a casa sofreu algumas alterações em sua fachada. Sua arquitetura, caracterizada inicial e exclusivamente pelo estilo colonial português, sofreu modificações executadas de acordo com o estilo eclético clássico. A casa foi tombada pelo Instituto do Patrimônio Histórico e Artístico do Estado do Rio Grande do Sul.